# إيما جاكسون (منافسة ألعاب القوى)
إيما جاكسون (بالإنجليزية: Emma Jackson) هي منافسة ألعاب القوى بريطانية، ولدت في 7 يونيو 1988.

## وصلات خارجية
- إيما جاكسون على موقع الاتحاد الدولي لألعاب القوى (الإنجليزية)
- إيما جاكسون على موقع الدوري الماسي (الإنجليزية)
- إيما جاكسون على موقع اتحاد ألعاب الكومنولث (مؤرشف) (الإنجليزية)